# اچ‌ان‌آی
اچ‌ان‌آی (انگلیسی: HNI) شرکت لوازم خانگی آمریکایی است، که در سال ۱۹۴۴ تأسیس شد.